# FIBA Euroleague 1997/98
Die Saison 1997/98 war die 41. Spielzeit der FIBA Euroleague, die von der FIBA Europa veranstaltet und bis 1991 als FIBA Europapokal der Landesmeister sowie von 1991 bis 1996 als FIBA European Championship bezeichnet wurde.
Den Titel gewann zum ersten Mal Kinder Bologna aus Italien.

## Format

### Teilnehmer
Es nahmen 24 Mannschaften am Wettbewerb teil, darunter der Titelverteidiger aus dem Vorjahr und die Meister der zwölf besten nationalen Ligen. Die acht besten nationalen Ligen in Europa durften zudem bis zu zwei weitere Mannschaften teilnehmen lassen. Die Anzahl an Vereinen pro Nationen in der Übersicht:
- 3 Teilnehmer:  Frankreich,  Griechenland,  Italien,  Spanien,  Türkei
- 2 Teilnehmer:  Israel,  Kroatien
- 1 Teilnehmer:  Deutschland,  BR Jugoslawien,  Portugal,  Russland,  Slowenien

### Modus
- Erste Gruppenphase:
  - Es wurden vier Gruppen mit je sechs Mannschaften gebildet. Das Format war ein Rundenturnier, jeder spielte zweimal gegen jeden, sodass ein jedes Team 10 Spiele absolvierte. Nach dieser Gruppenphase war noch keine Mannschaft ausgeschieden, stattdessen wurden alle Mannschaften in die zweite Gruppenphase mit anderen Gruppenzusammensetzungen transferiert, wobei die bisher erspielten Resultate „mitgenommen“ wurden.
- Zweite Gruppenphase:
  - Es wurden erneut vier Gruppen mit je sechs Mannschaften gebildet. Die drei Besten einer Gruppe trafen dabei auf die drei Schlechtesten einer anderen Gruppe. Spiele gab es von nun an nur noch zwischen „neuen“ Gegner, Mannschaften die sich bereits in der ersten Gruppenphase duellierten trafen also nicht nochmal aufeinander. Die vier Gruppenbesten einer jeden Gruppe erreichten das Achtelfinale.
- Achtelfinale, Viertelfinale und Final Four:
  - Das Achtel- und Viertelfinale wurde im „Best-of-Three“ ausgetragen. Im Achtelfinale trafen dabei die Gruppenersten auf die Gruppenvierten und die Gruppenzweiten auf die Gruppendritten aus jeweils anderen Gruppen. Das erste Spiel fand in der Halle des jeweils besser Platzierten statt, dass zweite in der Halle des Schlechterplatzierten und das falls nötig dritte Spiel wieder in der Halle des Besserplatzierten. Die vier Sieger des Viertelfinals erreichten das Final Four, aus welchem der Sieger des Wettbewerbs hervorging.

## Gruppenphase

### 1. Gruppenphase
| - 1. Spieltag: 18. September 1997 - 2. Spieltag: 25. September 1997 - 3. Spieltag: 2. Oktober 1997 - 4. Spieltag: 9. Oktober 1997 - 5. Spieltag: 23. Oktober 1997 | - 6. Spieltag: 6. November 1997 - 7. Spieltag: 13. November 1997 - 8. Spieltag: 20. November 1997 - 9. Spieltag: 11. Dezember 1997 - 10. Spieltag: 18. Dezember 1997 |

#### Gruppe A
| Team                      | Sp | S | N | P+  | P-  |
| ------------------------- | -- | - | - | --- | --- |
| 1. Olympiakos Piräus      | 10 | 7 | 3 | 722 | 702 |
| 2. Efes Pilsen            | 10 | 6 | 4 | 718 | 674 |
| 3. Maccabi Elite Tel Aviv | 10 | 5 | 5 | 747 | 739 |
| 4. ZSKA Moskau            | 10 | 5 | 5 | 763 | 756 |
| 5. Real Madrid            | 10 | 4 | 6 | 787 | 793 |
| 6. Limoges CSP            | 10 | 3 | 7 | 662 | 735 |

|          | Piräus | Efes  | Tel Aviv | Moskau | Madrid      | Limoges |
| -------- | ------ | ----- | -------- | ------ | ----------- | ------- |
| Piräus   | *      | 61:60 | 71:76    | 86:74  | 82:75       | 69:57   |
| Efes     | 67:70  | *     | 81:69    | 71:63  | 78:81 n. V. | 65:64   |
| Tel Aviv | 73:87  | 61:70 | *        | 87:69  | 87:82       | 78:62   |
| Moskau   | 77:58  | 77:73 | 71:63    | *      | 90:77       | 83:70   |
| Madrid   | 77:78  | 66:76 | 68:76    | 101:93 | *           | 75:62   |
| Limoges  | 66:60  | 62:77 | 78:77    | 70:66  | 71:85       | *       |

#### Gruppe B
| Team                 | Sp | S | N  | P+  | P-  |
| -------------------- | -- | - | -- | --- | --- |
| 1. Benetton Treviso  | 10 | 9 | 1  | 782 | 664 |
| 2. CB Estudiantes    | 10 | 6 | 4  | 753 | 747 |
| 3. PAOK Thessaloniki | 10 | 6 | 4  | 729 | 672 |
| 4. Türk Telekomspor  | 10 | 5 | 5  | 711 | 716 |
| 5. KK Split          | 10 | 4 | 6  | 747 | 768 |
| 6. FC Porto          | 10 | 0 | 10 | 688 | 843 |

|         | Treviso | Madrid | PAOK  | Türk  | Split | Porto |
| ------- | ------- | ------ | ----- | ----- | ----- | ----- |
| Treviso | *       | 98:58  | 65:57 | 71:66 | 85:70 | 76:67 |
| Madrid  | 58:73   | *      | 78:60 | 71:73 | 77:73 | 86:63 |
| PAOK    | 65:62   | 72:76  | *     | 72:63 | 89:60 | 84:50 |
| Türk    | 67:84   | 80:88  | 73:66 | *     | 78:69 | 79:62 |
| Split   | 72:77   | 86:69  | 74:76 | 72:56 | *     | 88:82 |
| Porto   | 84:91   | 69:92  | 71:88 | 61:76 | 79:83 | *     |

#### Gruppe C
| Team                   | Sp | S | N | P+  | P-  |
| ---------------------- | -- | - | - | --- | --- |
| 1. Kinder Bologna      | 10 | 9 | 1 | 773 | 655 |
| 2. FC Barcelona        | 10 | 7 | 3 | 828 | 793 |
| 3. EB Pau-Orthez       | 10 | 5 | 5 | 739 | 750 |
| 4. KK Partizan Belgrad | 10 | 4 | 6 | 793 | 807 |
| 5. Ülker SK            | 10 | 3 | 7 | 734 | 769 |
| 6. Hapoel Jerusalem    | 10 | 2 | 8 | 680 | 773 |

|           | Bologna | Barcelona     | Orthez | Belgrad     | Ülker | Jerusalem |
| --------- | ------- | ------------- | ------ | ----------- | ----- | --------- |
| Bologna   | *       | 83:70         | 72:79  | 77:72       | 94:64 | 73:51     |
| Barcelona | 71:84   | *             | 85:62  | 87:71       | 89:80 | 68:65     |
| Orthez    | 65:67   | 94:95 n. V.   | *      | 74:70       | 77:76 | 73:65     |
| Belgrad   | 49:74   | 106:110 n. V. | 86:72  | *           | 95:86 | 79:59     |
| Ülker     | 66:68   | 67:65         | 67:64  | 80:81       | *     | 74:56     |
| Jerusalem | 68:81   | 81:88         | 67:79  | 88:84 n. V. | 80:74 | *         |

#### Gruppe D
| Team                   | Sp | S | N | P+  | P-  |
| ---------------------- | -- | - | - | --- | --- |
| 1. AEK Athen           | 10 | 6 | 4 | 683 | 653 |
| 2. Teamsystem Bologna  | 10 | 6 | 4 | 753 | 788 |
| 3. KK Cibona Zagreb    | 10 | 5 | 5 | 741 | 732 |
| 4. Alba Berlin         | 10 | 5 | 5 | 752 | 754 |
| 5. KK Union Olimpija   | 10 | 4 | 6 | 701 | 716 |
| 6. Paris Basket Racing | 10 | 4 | 6 | 668 | 655 |

|         | Athen | Bologna | Zagreb | Berlin | Union | Paris       |
| ------- | ----- | ------- | ------ | ------ | ----- | ----------- |
| Athen   | *     | 80:57   | 70:55  | 79:80  | 74:65 | 57:52       |
| Bologna | 70:67 | *       | 77:75  | 80:73  | 77:61 | 93:77       |
| Zagreb  | 67:73 | 87:92   | *      | 98:84  | 78:75 | 61:73       |
| Berlin  | 60:67 | 95:79   | 74:73  | *      | 82:74 | 79:71 n. V. |
| Union   | 71:74 | 89:68   | 59:76  | 78:72  | *     | 60:49       |
| Paris   | 76:52 | 84:60   | 65:71  | 55:53  | 66:69 | *           |

### 2. Gruppenphase
| - 1. Spieltag: 8. Januar 1998 - 2. Spieltag: 15. Januar 1998 - 3. Spieltag: 22. Januar 1998 | - 4. Spieltag: 5. Februar 1998 - 5. Spieltag: 12. Februar 1998 - 6. Spieltag: 19. Februar 1998 |

#### Gruppe E
| Team                      | Sp | S  | N  | P+   | P-   |
| ------------------------- | -- | -- | -- | ---- | ---- |
| 1. Olympiakos Piräus      | 16 | 12 | 4  | 1176 | 1098 |
| 2. Efes Pilsen            | 16 | 12 | 4  | 1232 | 1106 |
| 3. Maccabi Elite Tel Aviv | 16 | 11 | 5  | 1236 | 1152 |
| 4. KK Split               | 16 | 5  | 11 | 1185 | 1243 |
| 5. Türk Telekomspor       | 16 | 5  | 11 | 1131 | 1185 |
| 6. FC Porto               | 16 | 0  | 16 | 1071 | 1356 |

|          | Piräus | Efes  | Tel Aviv | Split | Türk  | Porto |
| -------- | ------ | ----- | -------- | ----- | ----- | ----- |
| Piräus   | *      | —     | —        | 90:79 | 64:60 | 73:54 |
| Efes     | —      | *     | —        | 86:75 | 74:68 | 80:71 |
| Tel Aviv | —      | —     | *        | 78:69 | 87:76 | 88:69 |
| Split    | 60:53  | 82:93 | 73:75    | *     | —     | —     |
| Türk     | 80:82  | 69:83 | 67:79    | —     | *     | —     |
| Porto    | 63:92  | 67:98 | 59:82    | —     | —     | *     |

#### Gruppe F
| Team                 | Sp | S  | N  | P+   | P-   |
| -------------------- | -- | -- | -- | ---- | ---- |
| 1. Benetton Treviso  | 16 | 12 | 4  | 1213 | 1100 |
| 2. ZSKA Moskau       | 16 | 9  | 7  | 1217 | 1159 |
| 3. PAOK Thessaloniki | 16 | 9  | 7  | 1119 | 1083 |
| 4. CB Estudiantes    | 16 | 8  | 8  | 1171 | 1191 |
| 5. Real Madrid       | 16 | 7  | 9  | 1187 | 1165 |
| 6. Limoges CSP       | 16 | 6  | 10 | 1099 | 1199 |

|         | Treviso | Moskau | PAOK        | CB    | Madrid | Limoges |
| ------- | ------- | ------ | ----------- | ----- | ------ | ------- |
| Treviso | *       | 83:77  | —           | —     | 65:56  | 96:70   |
| Moskau  | 82:65   | *      | 78:48       | 74:68 | —      | —       |
| PAOK    | —       | 61:58  | *           | —     | 63:59  | 85:76   |
| CB      | —       | 78:85  | —           | *     | 68:65  | 68:62   |
| Madrid  | 82:54   | —      | 63:58       | 75:64 | *      | —       |
| Limoges | 69:68   | —      | 77:75 n. V. | 83:72 | —      | *       |

#### Gruppe G
| Team                   | Sp | S  | N  | P+   | P-   |
| ---------------------- | -- | -- | -- | ---- | ---- |
| 1. Kinder Bologna      | 16 | 13 | 3  | 1196 | 1058 |
| 2. Alba Berlin         | 16 | 9  | 7  | 1203 | 1208 |
| 3. FC Barcelona        | 16 | 9  | 7  | 1273 | 1255 |
| 4. KK Union Olimpija   | 16 | 8  | 8  | 1144 | 1136 |
| 5. Paris Basket Racing | 16 | 7  | 9  | 1062 | 1054 |
| 6. EB Pau-Orthez       | 16 | 6  | 10 | 1144 | 1173 |

|           | Bologna | Berlin | Barcelona | Union       | Paris | Orthez |
| --------- | ------- | ------ | --------- | ----------- | ----- | ------ |
| Bologna   | *       | 81:66  | —         | 72:62       | 69:52 | —      |
| Berlin    | 85:69   | *      | 81:78     | —           | —     | 66:55  |
| Barcelona | —       | 77:78  | *         | 84:65       | 78:77 | —      |
| Union     | 76:60   | —      | 92:60     | *           | —     | 71:68  |
| Paris     | 62:72   | —      | 69:68     | —           | *     | 70:51  |
| Orthez    | —       | 94:75  | —         | 76:77 n. V. | 61:64 | *      |

#### Gruppe H
| Team                   | Sp | S  | N  | P+   | P-   |
| ---------------------- | -- | -- | -- | ---- | ---- |
| 1. AEK Athen           | 16 | 11 | 5  | 1123 | 1055 |
| 2. Teamsystem Bologna  | 16 | 10 | 6  | 1206 | 1232 |
| 3. KK Cibona Zagreb    | 16 | 10 | 6  | 1245 | 1204 |
| 4. KK Partizan Belgrad | 16 | 6  | 10 | 1234 | 1261 |
| 5. Ülker SK            | 16 | 5  | 11 | 1201 | 1242 |
| 6. Hapoel Jerusalem    | 16 | 2  | 14 | 1090 | 1243 |

|           | Athen | Bologna | Zagreb | Belgrad | Ülker       | Jerusalem |
| --------- | ----- | ------- | ------ | ------- | ----------- | --------- |
| Athen     | *     | —       | —      | 68:76   | 81:73 n. V. | 65:51     |
| Bologna   | —     | *       | —      | 85:82   | 80:74       | 79:60     |
| Zagreb    | —     | —       | *      | 84:66   | 91:86 n. V. | 81:79     |
| Belgrad   | 71:73 | 76:66   | 70:78  | *       | —           | —         |
| Ülker     | 63:70 | 83:69   | 88:82  | —       | *           | —         |
| Jerusalem | 68:83 | 69:74   | 83:88  | —       | —           | *         |

## Achtelfinale
- 1. Spiel: 3. März 1998
- 2. Spiel: 5. März 1998
- 3. Spiel: 12. März 1998

|                                             | Serie | 1           | 2            | 3      |
| ------------------------------------------- | ----- | ----------- | ------------ | ------ |
| ZSKA Moskau – FC Barcelona                  | 2:1   | 81:79 n. V. | 63:75        | 88:76  |
| Olympiakos Piräus – KK Partizan Belgrad     | 0:2   | 74:78       | 60:72        | —      |
| Teamsystem Bologna – Maccabi Elite Tel Aviv | 2:1   | 96:93 n. V. | 72:88        | 68:65  |
| Kinder Bologna – CB Estudiantes             | 2:0   | 86:62       | 67:62        | —      |
| Efes Pilsen – KK Cibona Zagreb              | 2:0   | 75:59       | 102:98 n. V. | —      |
| Benetton Treviso – KK Union Olimpija        | 2:0   | 81:79       | 70:61        | —      |
| Alba Berlin – PAOK Thessaloniki             | 2:1   | 77:75 n. V. | 60:81        | 104:71 |
| AEK Athen – KK Split                        | 2:0   | 76:46       | 62:54        | —      |

## Viertelfinale
- 1. Spiel: 24. März 1998
- 2. Spiel: 26. März 1998
- 3. Spiel: 2. April 1998

|                                     | Serie | 1     | 2     | 3     |
| ----------------------------------- | ----- | ----- | ----- | ----- |
| KK Partizan Belgrad – ZSKA Moskau   | 2:1   | 87:72 | 52:77 | 89:77 |
| Kinder Bologna – Teamsystem Bologna | 2:0   | 64:52 | 58:56 | —     |
| Benetton Treviso – Efes Pilsen      | 2:1   | 67:57 | 58:59 | 76:68 |
| AEK Athen – Alba Berlin             | 2:0   | 88:68 | 82:58 | —     |

## Final Four

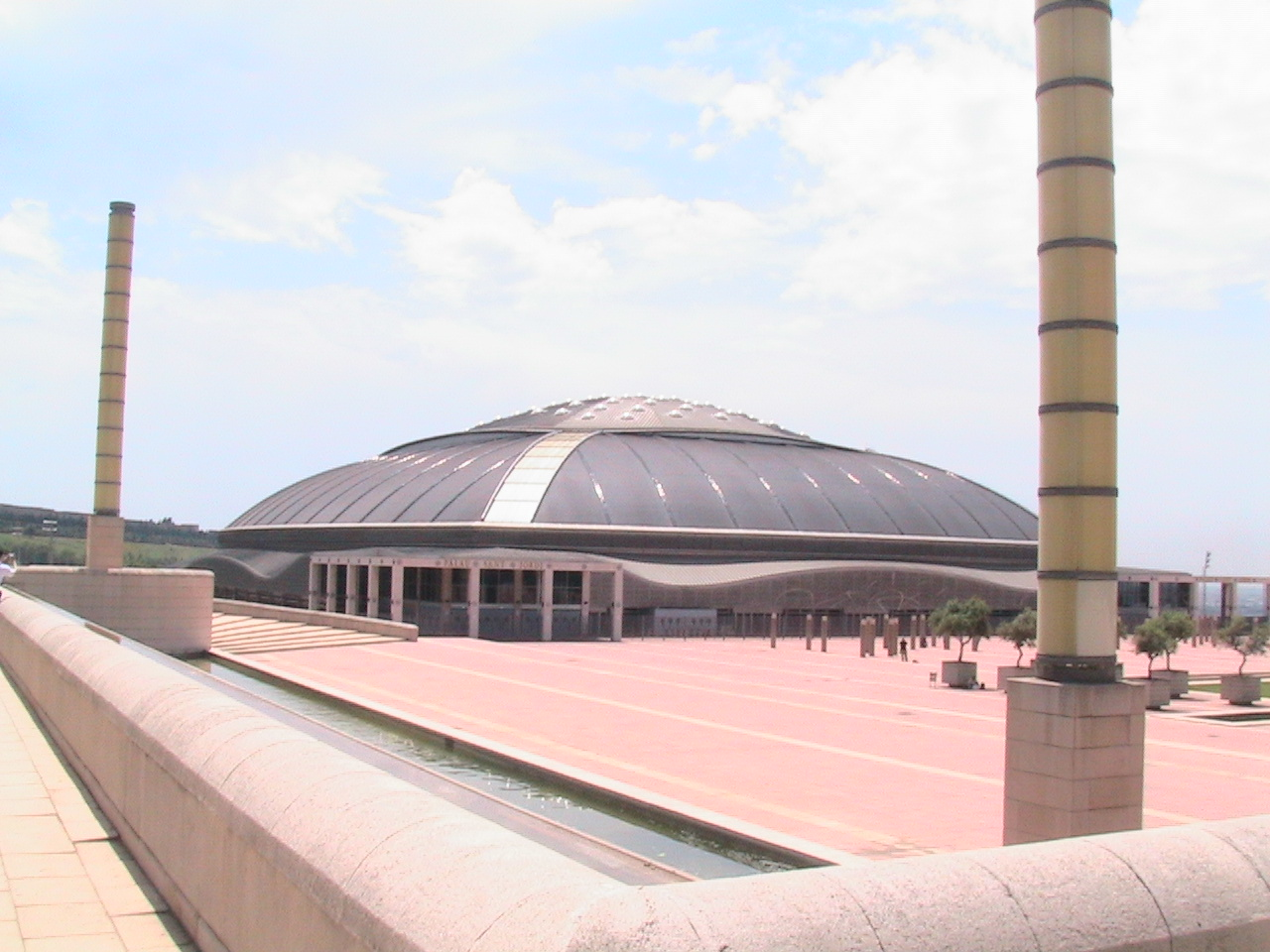
Palau Sant Jordi

Das Final Four fand vom 21. bis 23. April 1998 im Palau Sant Jordi in Barcelona, Spanien, statt.

### Halbfinale
Die Halbfinalspiele fanden am 21. April 1998 statt.
|                     | Ergebnis |                |
| ------------------- | -------- | -------------- |
| KK Partizan Belgrad | 61:83    | Kinder Bologna |
| Benetton Treviso    | 66:69    | AEK Athen      |

### Spiel um Platz 3
Das Spiel um Platz 3 fand am 23. April 1998 statt.
|                     | Ergebnis |                  |
| ------------------- | -------- | ---------------- |
| KK Partizan Belgrad | 89:96    | Benetton Treviso |

### Finale
| Paarung        | Kinder Bologna – AEK Athen |
| Ergebnis       | 58:44 |
| Datum          | 23. April 1998 |
| Halle          | Palau Sant Jordi, Barcelona |
| Zuschauer      | 11.900 |
| Kinder Bologna | Antoine Rigaudeau 14 Punkte, Saša Danilović 13, Hugo Sconochini 10, Zoran Savić 7, Radoslav Nesterovič 6, Claudio Crippa, Alessandro Abbio 6, Augusto Binelli 2, Riccardo Morandotti, Alessandro Frosini Trainer: Ettore Messina |
| AEK Athen      | Claudio Coldebella 3, Branislav Prelević 6, Willie Anderson 4, Victor Alexander 5, Jake Tsakalidis 4, José Lasa 7, Nikolaos Chatzis 4, Mikkel Larsen 2, Michalis Kakiouzis 5, Michael Andersen 4 Trainer: Giannis Ioannidis      |

### Auszeichnungen

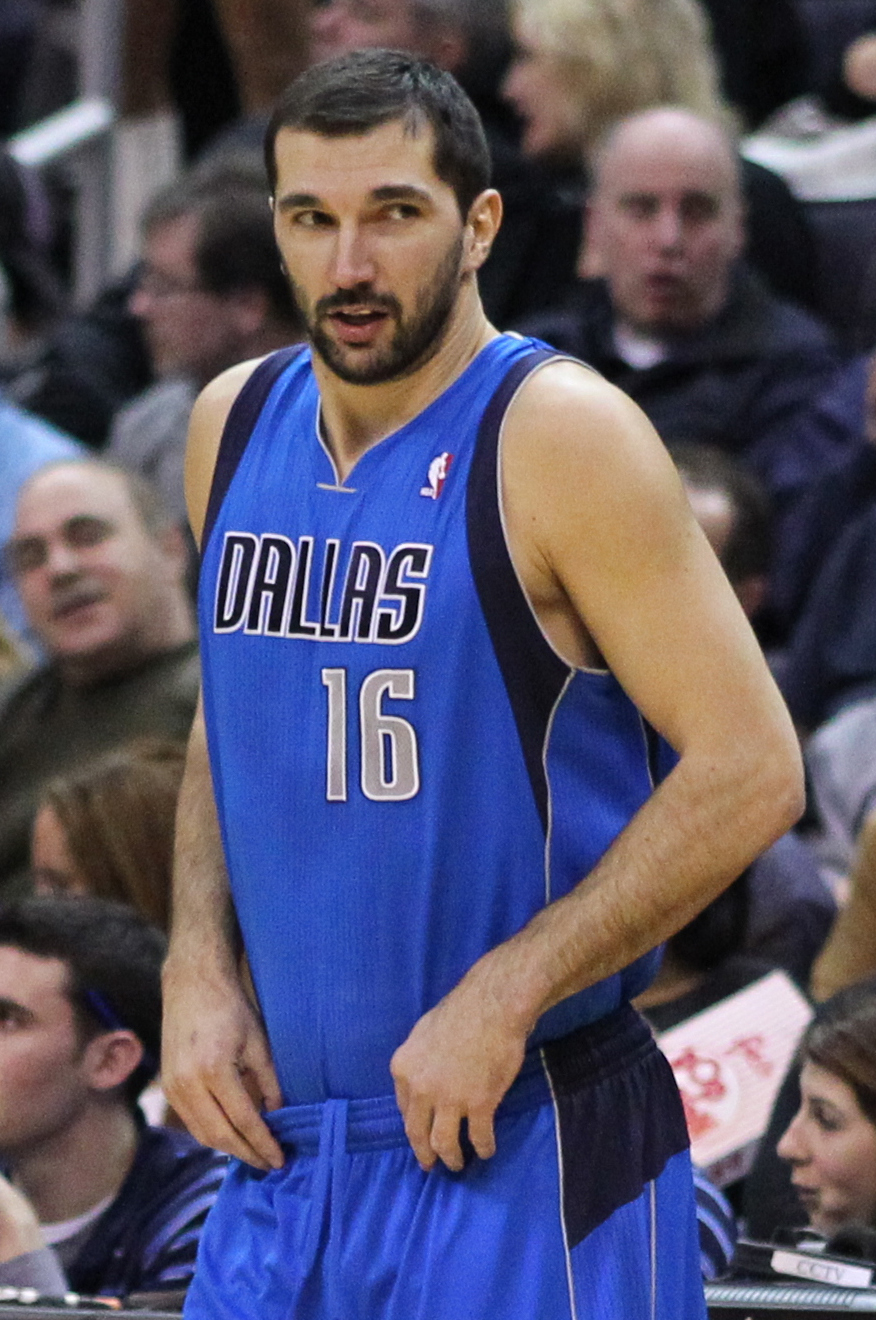
Peja Stojaković

#### Alphonso Ford Top Scorer Trophy (Topscorer Saison)
- /  Peja Stojaković (PAOK Thessaloniki)

#### Final FourMVP
- Zoran Savić (Kinder Bologna)

#### Topscorer des Endspiels
- Antoine Rigaudeau (Kinder Bologna): 14 Punkte

#### All-Final Four Team
- Antoine Rigaudeau (Kinder Bologna)
- Predrag Danilović (Kinder Bologna)
- Henry Williams (Benetton Treviso)
- Dejan Tomašević (KK Partizan Belgrad)
- Zoran Savić (Kinder Bologna)